# 傑奇·傑克森
齊格蒙·艾斯科·傑克森（英語：Sigmund Esco Jackson，1951年5月4日—），美国摇滚音乐歌手，傑克森五人組成員之一。流行音樂之王麥可·傑克森的大哥，在傑克森家族排行第二。

## 音樂生涯

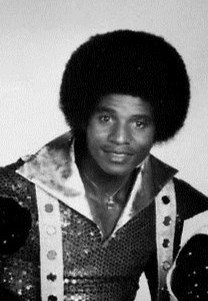
傑奇於1977年

傑基出生於印第安納州的東芝加哥市的聖凱瑟琳醫院，他就在出生於他母親凱瑟琳21歲生日當天的，他是傑克森家族的第一個男孩。起初他的夢想是成為一個職業棒球手。1960年代初，他與他的兩個弟弟組成了一個叫傑克森兄弟的樂團，父親是樂團的經紀人。樂團頻繁在當地酒吧演出，以貼補他們不富裕的家庭。這個樂團就是傑克森五人組的前身，傑基擔任樂團的主唱。1964年他的兩個弟弟也相繼加入，樂團更名為傑克森五人組，他改為和聲。樂團很快在當地小有名氣，1967年樂團被父親引薦到鋼城（Steeltown）唱片公司，發行了為數不多的幾張單曲。1968年樂團與摩城唱片簽約。1973年傑基曾發行了一張同名個人專輯，歌曲中展示了他出色的男高音，但整張專輯缺乏亮點，所以銷量不是很成功。1975年隨樂團轉投至哥倫比亞唱片。在1980年發行的Triumph專輯中，他首次獨唱了歌曲Wondering Who。1984年的Victory專輯中，歌曲Wait亦由他主唱。此外還有1987年的單曲Time Out For The Burglar。1989年他發行了第二張個人專輯Be the One，但仍然不是很成功。
傑基1990年代後期成立自己的唱片公司Jesco，旗下有他的兒子，於2007年8月發行了處女混音輯。

### 專輯
- "Jackie Jackson"（1973年）
- "Be The One"（1989年）

### 單曲
- "Stay"（1989年，#39 R&B）
- "Cruzin'"（1989年，#58 R&B）

## 個人生活
傑基在1974年他23歲時與Enid Spann結婚（後於1987年離婚），他們有一個兒子Sigmund Esco "Siggy" Jackson， Jr.生於1977年，是一名說唱歌手，藝名DealZ，他還收養了一個女兒Brandi Jackson，生於1982年。